# التینوزوم
التینوزوم (به لاتین: Altınüzüm) (به کردی: Xolto) یک منطقهٔ مسکونی در ترکیه است که در استان غازی‌عینتاب واقع شده‌است.

## خصوصیات
التینوزوم ۵٬۲۱۷ نفر جمعیت دارد و ۵۶۵ متر بالاتر از سطح دریا واقع شده‌است.